# Oecetis jacobsoni
Oecetis jacobsoni är en nattsländeart som beskrevs av Georg Ulmer 1930. Oecetis jacobsoni ingår i släktet Oecetis och familjen långhornssländor. Inga underarter finns listade i Catalogue of Life.